# Spisy
Spisy (hebrejsky כתובים‎, ktuvim) je označení pro třetí (a nejmladší[zdroj?]) část Tanachu, tj. židovských posvátných Písem. Obsahují „ostatní“ knihy, které nejsou v Tóře a v prorocích. Svou povahou jsou tedy nejrůznějšího charakteru, od poezie a modliteb přes mudroslovná pojednání až po knihy výpravné, historické či prorocko-apokalyptické.
Patří sem následující knihy:
- Žalmy
- Jób
- Přísloví
- Píseň písní
- Rút
- Pláč
- Kazatel
- Ester
- Daniel
- Ezdráš
- Nehemjáš
- 1. a 2. Paralipomenon